# 뉴질랜드 스토리
《뉴질랜드 스토리》(The New Zealand Story, ニュージーランドストーリー)는 1988년에 타이토가 발매한 아케이드 플랫폼 게임이다. 키위새 티키가 여자친구 피피와 친구들을 납치해간 얼룩무늬물범을 찾아 뉴질랜드 전지역을 돌면서 여행한다는 내용이다.

## 게임플레이
이 게임의 목표는 친구가 갇힌 철장을 찾아 미로처럼 구성된 레벨들을 돌파하는 것이다. 지형 곳곳에서 적들이 끊임없이 등장하며, 가지고있는 활과 화살을 이용해 맞서야한다. 흩어져있는 아이템들을 수집해서 사용할 수 있는데, 폭탄이나 화염구처럼 거리는 제한적이지만 화력은 막강한 무기도 있다. 차량을 타고 등장하는 적들은 빼앗아서 대신 타고 다닐 수도 있다.

## 평가
| 평론 점수         | 평론 점수 |
| 평론사            | 점수      |
| ----------------- | --------- |
| 크래시            | 91%       |
| 싱클레어 유저     | 82%       |
| 유어 싱클레어     | 93%       |
| MegaTech          | 89%       |
| ACE               | 875       |
| Sega Master Force | 92%       |

| 수상          | 수상        |
| 평론사        | 수상        |
| ------------- | ----------- |
| Crash         | Crash Smash |
| Sinclair User | SU Classic  |